# Troisième circonscription des Landes
La troisième circonscription des Landes est l'une des trois circonscriptions législatives françaises que compte le département des Landes (40) situé en région Nouvelle-Aquitaine.

## Description géographique et démographique

### De 1958 à 1986
La troisième circonscription des Landes était composée de :
- canton d'Aire-sur-l'Adour
- canton d'Amou
- canton de Geaune
- canton de Grenade-sur-l'Adour
- canton d'Hagetmau
- canton de Montfort-en-Chalosse
- canton de Mugron
- canton de Saint-Sever
- canton de Tartas-Est
- canton de Tartas-Ouest
- canton de Villeneuve-de-Marsan

Source : Journal Officiel du 14-15 Octobre 1958.

### Depuis 1988
La troisième circonscription des Landes est délimitée par le découpage électoral de la loi n°86-1197 du 24 novembre 1986
, elle regroupe les divisions administratives suivantes : 
- canton d'Aire-sur-l'Adour
- canton d'Amou
- canton de Geaune
- canton de Grenade-sur-l'Adour
- canton de Hagetmau
- canton de Montfort-en-Chalosse
- canton de Morcenx
- canton de Mugron
- canton de Peyrehorade
- canton de Pouillon
- canton de Saint-Sever
- canton de Tartas-Est
- canton de Tartas-Ouest
- canton de Villeneuve-de-Marsan.

D'après le recensement général de la population en 1999, réalisé par l'Institut national de la statistique et des études économiques (INSEE), la population totale de cette circonscription est estimée à 98157 habitants,.

## Historique des députations
Au cours de quatorze législatures successives entre le début de la Ve République en 1958 et la mort d'Henri Emmanuelli en 2017, seuls deux hommes politiques différents, Jean-Marie Commenay et Henri Emmanuelli, ont été élus députés en tant que titulaires dans la circonscription. Robert Cabé a toutefois exercé la fonction pendant cinq années en tant que suppléant du second.
| Législature | Début de mandat   | Fin de mandat    | Député              | Parti politique | Observations |
| ----------- | ----------------- | ---------------- | ------------------- | --------------- | --- |
| Ire         | 9 décembre 1958   | 9 octobre 1962   | Jean-Marie Commenay | app. MRP        | Mandat écourté à la suite d'une dissolution parlementaire décidée par Charles de Gaulle. |
| IIe         | 6 décembre 1962   | 2 avril 1967     | Jean-Marie Commenay | app. CD         | |
| IIIe        | 3 avril 1967      | 30 mai 1968      | Jean-Marie Commenay | app.PDM         | Mandat écourté à la suite d'une dissolution parlementaire décidée par Charles de Gaulle. |
| IVe         | 11 juillet 1968   | 1er avril 1973   | Jean-Marie Commenay | app.CDP         | |
| Ve          | 2 avril 1973      | 2 avril 1978     | Jean-Marie Commenay | app.CDS         | |
| VIe         | 3 avril 1978      | 22 mai 1981      | Henri Emmanuelli    | PS              | Mandat écourté à la suite d'une dissolution parlementaire décidée par François Mitterrand. |
| VIIe        | 2 juillet 1981    | 23 juillet 1981  | Henri Emmanuelli    | PS              | Henri Emmanuelli a été élu député, puis il entre au gouvernement. Robert Cabé, son suppléant, siège pour la législature.                                                                                           |
| VIIe        | 23 juillet 1981   | 1er avril 1986   | Robert Cabé         | PS              | Henri Emmanuelli a été élu député, puis il entre au gouvernement. Robert Cabé, son suppléant, siège pour la législature.                                                                                           |
| VIIIe       | 2 avril 1986      | 14 mai 1988      | Aucun               | Aucun           | Proportionnelle par département, pas de député par circonscription. Mandat écourté à la suite d'une dissolution parlementaire décidée par François Mitterrand.                                                     |
| IXe         | 23 juin 1988      | 1er avril 1993   | Henri Emmanuelli    | PS              | Après redécoupage des circonscriptions de 1986 |
| Xe          | 2 avril 1993      | 8 juillet 1993   | Henri Emmanuelli,   | PS,             | Démissionnant dès le 8 juillet 1993, il est réélu le 19 septembre suivant à l'occasion d'une élection législative partielle. Mandat écourté à la suite d'une dissolution parlementaire décidée par Jacques Chirac. |
| Xe          | 20 septembre 1993 | 21 avril 1997    | Henri Emmanuelli,   | PS,             | Démissionnant dès le 8 juillet 1993, il est réélu le 19 septembre suivant à l'occasion d'une élection législative partielle. Mandat écourté à la suite d'une dissolution parlementaire décidée par Jacques Chirac. |
| XIe         | 1er juin 1997     | 17 décembre 1997 | Henri Emmanuelli,   | PS,             | |
| XIe         | 25 janvier 1998   | 22 décembre 1999 | Joël Goyheneix,     | PS,             | |
| XIe         | 7 février 2000    | 18 juin 2002     | Henri Emmanuelli,   | PS,             | |
| XIIe        | 19 juin 2002      | 19 juin 2007     | Henri Emmanuelli,   | PS,             | |
| XIIIe       | 20 juin 2007      | 19 juin 2012     | Henri Emmanuelli    | PS              | |
| XIVe        | 10 juin 2012      | 21 mars 2017     | Henri Emmanuelli    | PS              | Décès d'Henri Emmanuelli le 21 mars 2017. Sa suppléante Monique Lubin lui succède et démissionne le 29 mars 2017.                                                                                                  |
| XIVe        | 22 mars 2017      | 29 mars 2017     | Monique Lubin       | PS              | Décès d'Henri Emmanuelli le 21 mars 2017. Sa suppléante Monique Lubin lui succède et démissionne le 29 mars 2017.                                                                                                  |
| XIVe        | 29 mars 2017      | 20 juin 2017     | Vacant              | Aucun           | Décès d'Henri Emmanuelli le 21 mars 2017. Sa suppléante Monique Lubin lui succède et démissionne le 29 mars 2017.                                                                                                  |
| XVe         | 21 juin 2017      | 21 juin 2022     | Boris Vallaud       | PS              | |
| XVIe        | 22 juin 2022      | 9 juin 2024      | Boris Vallaud       | PS              | Élu avec le soutien de la NUPES. Mandat écourté à la suite d'une dissolution parlementaire décidée par Emmanuel Macron.                                                                                            |
| XVIIe       | 8 juillet 2024    | En cours         | Boris Vallaud       | PS              | Élu avec le soutien du NFP. |

## Historique des élections

### Élections de 1958
| Candidat       | Candidat                | Parti          | Premier tour | Premier tour | Second tour | Second tour |  |
| Candidat       | Candidat                | Parti          | Voix         | %            | Voix        | %           |  |
| -------------- | ----------------------- | -------------- | ------------ | ------------ | ----------- | ----------- |  |
|                | Charles Lamarque-Cando  | SFIO           | 14 885       | 34,96        | 16 046      | 36,87       |  |
|                | Jean-Marie Commenay élu | MRP            | 12 416       | 29,16        | 22 205      | 51,02       |  |
|                | Jacques Bagnères        | UNR            | 6 184        | 14,52        | 13          | 0,03        |  |
|                | Rémy Dubroca            | PCF            | 5 869        | 13,78        | 5 255       | 12,08       |  |
|                | Alain Dutoya            | Radsoc         | 3 223        | 7,57         | Retrait     | Retrait     |  |
|                |                         |                |              |              |             |             |  |
| Inscrits       | Inscrits                | Inscrits       | 55 822       | 100,00       | 55 839      | 100,00      |  |
| Abstentions    | Abstentions             | Abstentions    | 12 082       | 21,64        | 11 632      | 20,83       |  |
| Votants        | Votants                 | Votants        | 43 740       | 78,36        | 44 207      | 79,17       |  |
| Blancs et nuls | Blancs et nuls          | Blancs et nuls | 1 163        | 2,66         | 688         | 1,56        |  |
| Exprimés       | Exprimés                | Exprimés       | 42 577       | 97,34        | 43 519      | 98,44       |  |

Le suppléant de Jean-Marie Commenay était Jean-Raymond Lafenêtre, Président du Syndicat de défense des vins du Tursan, conseiller général du canton de Geaune.

### Élections de 1962
| Candidat       | Candidat                          | Parti          | Premier tour | Premier tour | Second tour | Second tour |  |
| Candidat       | Candidat                          | Parti          | Voix         | %            | Voix        | %           |  |
| -------------- | --------------------------------- | -------------- | ------------ | ------------ | ----------- | ----------- |  |
|                | Jean-Marie Commenay sortant réélu | MRP            | 17 527       | 46,37        | 21 814      | 52,24       |  |
|                | Pierre Blanquie                   | SFIO           | 8 510        | 22,51        | 19 943      | 47,76       |  |
|                | Alain Dutoya                      | Radsoc         | 6 119        | 16,19        | Retrait     | Retrait     |  |
|                | Rémy Dubroca                      | PCF            | 5 646        | 14,94        | Retrait     | Retrait     |  |
|                |                                   |                |              |              |             |             |  |
| Inscrits       | Inscrits                          | Inscrits       | 54 919       | 100,00       | 54 916      | 100,00      |  |
| Abstentions    | Abstentions                       | Abstentions    | 15 480       | 28,19        | 12 140      | 22,11       |  |
| Votants        | Votants                           | Votants        | 39 439       | 71,81        | 42 776      | 77,89       |  |
| Blancs et nuls | Blancs et nuls                    | Blancs et nuls | 1 637        | 4,15         | 1 019       | 2,38        |  |
| Exprimés       | Exprimés                          | Exprimés       | 37 802       | 95,85        | 41 757      | 97,62       |  |

Le suppléant de Jean-Marie Commenay était Jean-Raymond Lafenêtre.

### Élections de 1967
| Candidat       | Candidat                          | Parti          | Premier tour | Premier tour | Second tour | Second tour |  |
| Candidat       | Candidat                          | Parti          | Voix         | %            | Voix        | %           |  |
| -------------- | --------------------------------- | -------------- | ------------ | ------------ | ----------- | ----------- |  |
|                | Jean-Marie Commenay sortant réélu | CD (PDM)       | 19 843       | 44,16        | 26 151      | 59,35       |  |
|                | Alain Dutoya                      | FGDS (Radical) | 11 347       | 25,25        | 17 912      | 40,65       |  |
|                | Pierre Léon-Dufour                | UD-Ve          | 7 208        | 16,04        | Retrait     | Retrait     |  |
|                | André Curculosse                  | PCF            | 6 540        | 14,55        | Retrait     | Retrait     |  |
|                |                                   |                |              |              |             |             |  |
| Inscrits       | Inscrits                          | Inscrits       | 53 921       | 100,00       | 53 909      | 100,00      |  |
| Abstentions    | Abstentions                       | Abstentions    | 8 248        | 15,3         | 8 895       | 16,5        |  |
| Votants        | Votants                           | Votants        | 45 673       | 84,7         | 45 014      | 83,5        |  |
| Blancs et nuls | Blancs et nuls                    | Blancs et nuls | 735          | 1,61         | 951         | 2,11        |  |
| Exprimés       | Exprimés                          | Exprimés       | 44 938       | 98,39        | 44 063      | 97,89       |  |

Le suppléant de Jean-Marie Commenay était Jean-Raymond Lafenêtre.

### Élections de 1968
| Candidat       | Candidat                          | Parti          | Premier tour | Premier tour | Second tour | Second tour |  |
| Candidat       | Candidat                          | Parti          | Voix         | %            | Voix        | %           |  |
| -------------- | --------------------------------- | -------------- | ------------ | ------------ | ----------- | ----------- |  |
|                | Jean-Marie Commenay sortant réélu | CD (PDM)       | 18 738       | 42,88        | 24 772      | 58,35       |  |
|                | Alain Dutoya                      | FGDS (Radical) | 11 399       | 26,08        | 17 685      | 41,65       |  |
|                | Pierre Léon-Dufour                | UDR (URP)      | 7 436        | 17,01        | Retrait     | Retrait     |  |
|                | André Curculosse                  | PCF            | 6 130        | 14,03        | Retrait     | Retrait     |  |
|                |                                   |                |              |              |             |             |  |
| Inscrits       | Inscrits                          | Inscrits       | 53 646       | 100,00       | 53 544      | 100,00      |  |
| Abstentions    | Abstentions                       | Abstentions    | 9 329        | 17,39        | 10 306      | 19,25       |  |
| Votants        | Votants                           | Votants        | 44 317       | 82,61        | 43 238      | 80,75       |  |
| Blancs et nuls | Blancs et nuls                    | Blancs et nuls | 614          | 1,39         | 781         | 1,81        |  |
| Exprimés       | Exprimés                          | Exprimés       | 43 703       | 98,61        | 42 457      | 98,19       |  |

Le suppléant de Jean-Marie Commenay était Jean-Raymond Lafenêtre.

### Élections de 1973
| Candidat       | Candidat                          | Parti          | Premier tour | Premier tour | Second tour | Second tour |  |
| Candidat       | Candidat                          | Parti          | Voix         | %            | Voix        | %           |  |
| -------------- | --------------------------------- | -------------- | ------------ | ------------ | ----------- | ----------- |  |
|                | Jean-Marie Commenay sortant réélu | CDP (URP)      | 22 618       | 49,46        | 24 426      | 51,61       |  |
|                | Alain Dutoya                      | MRG (UGSD)     | 9 240        | 20,2         | 22 899      | 48,39       |  |
|                | André Curculosse                  | PCF            | 7 724        | 16,89        | Retrait     | Retrait     |  |
|                | Paul Souquet                      | PS (UGSD)      | 6 150        | 13,45        | Retrait     | Retrait     |  |
|                |                                   |                |              |              |             |             |  |
| Inscrits       | Inscrits                          | Inscrits       | 54 862       | 100,00       | 54 834      | 100,00      |  |
| Abstentions    | Abstentions                       | Abstentions    | 8 044        | 14,66        | 6 773       | 12,35       |  |
| Votants        | Votants                           | Votants        | 46 818       | 85,34        | 48 061      | 87,65       |  |
| Blancs et nuls | Blancs et nuls                    | Blancs et nuls | 1 086        | 2,32         | 736         | 1,53        |  |
| Exprimés       | Exprimés                          | Exprimés       | 45 732       | 97,68        | 47 325      | 98,47       |  |

Le suppléant de Jean-Marie Commenay était Jean-Raymond Lafenêtre.

### Élections de 1978
| Candidat       | Candidat                    | Parti          | Premier tour | Premier tour | Second tour | Second tour |  |
| Candidat       | Candidat                    | Parti          | Voix         | %            | Voix        | %           |  |
| -------------- | --------------------------- | -------------- | ------------ | ------------ | ----------- | ----------- |  |
|                | Jean-Marie Commenay sortant | UDF (CDS)      | 24 163       | 46,16        | 26 748      | 49,57       |  |
|                | Henri Emmanuelli élu        | PS             | 12 385       | 23,66        | 27 211      | 50,43       |  |
|                | André Curculosse            | PCF            | 8 230        | 15,72        | Retrait     | Retrait     |  |
|                | Alain Dutoya                | MRG            | 6 558        | 12,53        |             |             |  |
|                | Mme Dominique Bardanouve    | LO             | 1 008        | 1,93         |             |             |  |
|                |                             |                |              |              |             |             |  |
| Inscrits       | Inscrits                    | Inscrits       | 60 372       | 100,00       | 60 349      | 100,00      |  |
| Abstentions    | Abstentions                 | Abstentions    | 7 012        | 11,61        | 5 679       | 9,41        |  |
| Votants        | Votants                     | Votants        | 53 360       | 88,39        | 54 670      | 90,59       |  |
| Blancs et nuls | Blancs et nuls              | Blancs et nuls | 1 016        | 1,9          | 711         | 1,3         |  |
| Exprimés       | Exprimés                    | Exprimés       | 52 344       | 98,1         | 53 959      | 98,7        |  |

Le suppléant d'Henri Emmanuelli était Robert Cabé, technicien agricole.

### Élections de 1981
|                                                          | Henri Emmanuelli sortant réélu | PS             | 25 492 | 52,97  |  |  |  |
|                                                          | Jean-Marie Commenay            | UDF (CDS)      | 17 504 | 36,37  |  |  |  |
|                                                          | André Curculosse               | PCF            | 4 714  | 9,79   |  |  |  |
|                                                          | Guy Lafon                      | LO             | 417    | 0,87   |  |  |  |
|                                                          |                                |                |        |        |  |  |  |
| Inscrits                                                 | Inscrits                       | Inscrits       | 61 512 | 100,00 |  |  |  |
| Abstentions                                              | Abstentions                    | Abstentions    | 12 728 | 20,69  |  |  |  |
| Votants                                                  | Votants                        | Votants        | 48 784 | 79,31  |  |  |  |
| Blancs et nuls                                           | Blancs et nuls                 | Blancs et nuls | 657    | 1,35   |  |  |  |
| Exprimés                                                 | Exprimés                       | Exprimés       | 48 127 | 98,65  |  |  |  |
| Source : Data.gouv.fr et Sud-Ouest du 16 juin 1981, p. 7 |                                |                |        |        |  |  |  |

Le suppléant d'Henri Emmanuelli était Robert Cabé. Robert Cabé remplaça Henri Emmanuelli, nommé membre du gouvernement, du 25 juillet 1981 au 1er avril 1986.

### Élections de 1988
|                | Henri Emmanuelli sortant réélu | PS             | 33 132 | 56,56  |  |  |  |
|                | Jean-Jacques Laborde           | UDF (URC)      | 18 033 | 30,79  |  |  |  |
|                | Michel Larrat                  | PCF            | 4 749  | 8,11   |  |  |  |
|                | Jean-Pierre Didier             | FN             | 2 661  | 4,54   |  |  |  |
|                |                                |                |        |        |  |  |  |
| Inscrits       | Inscrits                       | Inscrits       | 77 625 | 100,00 |  |  |  |
| Abstentions    | Abstentions                    | Abstentions    | 17 952 | 23,13  |  |  |  |
| Votants        | Votants                        | Votants        | 59 673 | 76,87  |  |  |  |
| Blancs et nuls | Blancs et nuls                 | Blancs et nuls | 1 098  | 1,84   |  |  |  |
| Exprimés       | Exprimés                       | Exprimés       | 58 575 | 98,16  |  |  |  |

Le suppléant d'Henri Emmanuelli était Robert Cabé.

### Élections de 1993
| Candidat       | Candidat                       | Parti          | Premier tour | Premier tour | Second tour | Second tour |  |
| Candidat       | Candidat                       | Parti          | Voix         | %            | Voix        | %           |  |
| -------------- | ------------------------------ | -------------- | ------------ | ------------ | ----------- | ----------- |  |
|                | Henri Emmanuelli sortant réélu | PS (ADFP)      | 23 172       | 40,99        | 31 179      | 54,14       |  |
|                | Jacques de Guenin              | UDF (PR)       | 20 647       | 36,53        | 26 413      | 45,86       |  |
|                | André Lafitte                  | PCF            | 5 989        | 10,59        |             |             |  |
|                | Marlène Lécuyer                | FN             | 3 188        | 5,64         |             |             |  |
|                | Bernard Lauga                  | Les Verts (EÉ) | 2 500        | 4,42         |             |             |  |
|                | Joëlle Thuillier               | LT-LNÉ         | 1 031        | 1,82         |             |             |  |
|                |                                |                |              |              |             |             |  |
| Inscrits       | Inscrits                       | Inscrits       | 77 513       | 100,00       | 77 493      | 100,00      |  |
| Abstentions    | Abstentions                    | Abstentions    | 17 419       | 22,47        | 16 520      | 21,32       |  |
| Votants        | Votants                        | Votants        | 60 094       | 77,53        | 60 973      | 78,68       |  |
| Blancs et nuls | Blancs et nuls                 | Blancs et nuls | 3 567        | 5,94         | 3 381       | 5,55        |  |
| Exprimés       | Exprimés                       | Exprimés       | 56 527       | 94,06        | 57 592      | 94,45       |  |

Le suppléant d'Henri Emmanuelli était Robert Cabé.

### Élection partielle de septembre 1993
Démissionnant dès le 8 juillet de la même année, Henri Emmanuelli est réélu à l'occasion d'une élection partielle le 19 septembre.
|                   | Henri Emmanuelli sortant réélu | PS             | 21 928 | 50,22  |  |  |  |
|                   | Jacques de Guenin              | UDF (PR)       | 16 102 | 36,88  |  |  |  |
|                   | André Lafitte                  | PCF            | 4 337  | 9,93   |  |  |  |
|                   | Martine Lécuyer                | FN             | 1 298  | 2,97   |  |  |  |
|                   |                                |                |        |        |  |  |  |
| Inscrits          | Inscrits                       | Inscrits       | 77 154 | 100,00 |  |  |  |
| Abstentions       | Abstentions                    | Abstentions    | 31 568 | 40,92  |  |  |  |
| Votants           | Votants                        | Votants        | 45 586 | 59,08  |  |  |  |
| Blancs et nuls    | Blancs et nuls                 | Blancs et nuls | 1 921  | 4,21   |  |  |  |
| Exprimés          | Exprimés                       | Exprimés       | 43 665 | 95,79  |  |  |  |
| Source : Le Monde |                                |                |        |        |  |  |  |

Le suppléant de Henri Emmanuelli était Robert Cabé.

### Élections de 1997
| Candidat       | Candidat                       | Parti          | Premier tour | Premier tour | Second tour | Second tour |  |
| Candidat       | Candidat                       | Parti          | Voix         | %            | Voix        | %           |  |
| -------------- | ------------------------------ | -------------- | ------------ | ------------ | ----------- | ----------- |  |
|                | Henri Emmanuelli sortant réélu | PS             | 25 943       | 46,2         | 34 584      | 60,93       |  |
|                | Pierre Dufourcq                | UDF (Rad)      | 16 443       | 29,28        | 22 173      | 39,07       |  |
|                | Yves Lahoun                    | PCF            | 6 003        | 10,69        |             |             |  |
|                | Hélène Rochefort               | FN             | 3 434        | 6,12         |             |             |  |
|                | Jacques Papon                  | PE             | 1 637        | 2,92         |             |             |  |
|                | Michèle Robbe                  | LDI (MPF)      | 1 425        | 2,54         |             |             |  |
|                | Rosemarie Le Maire             | US4J           | 811          | 1,44         |             |             |  |
|                | Paul Lemoine                   | Divers droite  | 454          | 0,81         |             |             |  |
|                |                                |                |              |              |             |             |  |
| Inscrits       | Inscrits                       | Inscrits       | 76 530       | 100,00       | 76 516      | 100,00      |  |
| Abstentions    | Abstentions                    | Abstentions    | 16 965       | 22,17        | 16 596      | 21,69       |  |
| Votants        | Votants                        | Votants        | 59 565       | 77,83        | 59 920      | 78,31       |  |
| Blancs et nuls | Blancs et nuls                 | Blancs et nuls | 3 415        | 5,73         | 3 163       | 5,28        |  |
| Exprimés       | Exprimés                       | Exprimés       | 56 150       | 94,27        | 56 757      | 94,72       |  |

Le suppléant de Henri Emmanuelli était Robert Cabé.
Henri Emmanuelli démissionna après sa condamnation et avant la prononciation de la sanction (deux ans d'inéligibilité).

### Élections partielles de 1998
Une élection partielle est organisée.
|                | Joël Goyheneix élu | PS             | 22 340 | 53,77  |  |  |  |
|                | Jacques de Guenin  | UDF (DL)       | 12 862 | 30,96  |  |  |  |
|                | José Huici         | PCF            | 3 998  | 9,62   |  |  |  |
|                | Hélène Rochefort   | FN             | 2 349  | 5,65   |  |  |  |
|                |                    |                |        |        |  |  |  |
| Inscrits       | Inscrits           | Inscrits       | 76 276 | 100,00 |  |  |  |
| Abstentions    | Abstentions        | Abstentions    | 32 973 | 43,23  |  |  |  |
| Votants        | Votants            | Votants        | 43 303 | 56,77  |  |  |  |
| Blancs et nuls | Blancs et nuls     | Blancs et nuls | 1 754  | 4,05   |  |  |  |
| Exprimés       | Exprimés           | Exprimés       | 41 549 | 95,95  |  |  |  |

Joël Goyheneix démissionne le 22 décembre 1999, afin de permettre à Henri Emmanuelli de se représenter.

### Élection partielle du 30 janvier et du 7 février 2000
| Candidat          | Parti | %     | Voix   |
| ----------------- | ----- | ----- | ------ |
| Henri Emmanuelli  | PS    | 55,80 | 19 253 |
| Robert Lucas      | DL    | 20,03 | 6 912  |
| José Huici        | PCF   | 8,16  | 2 817  |
| Michèle Robbe     | RPF   | 7,27  | 2508   |
| Michel Joie       | DVD   | 3,66  | 1264   |
| Hélène Rochefort  | FN    | 3,51  | 1211   |
| Dominique Peltier | LCR   | 1,56  | 538    |

| Candidat           | Parti | %     | Voix   |
| ------------------ | ----- | ----- | ------ |
| Henri Emmanuelli ' | PS    | 65,28 | 21 997 |
| Robert Lucas       | DL    | 34,72 | 11 701 |

### Élections de 2002
| Candidat       | Candidat                       | Parti            | Premier tour | Premier tour | Second tour | Second tour |  |
| Candidat       | Candidat                       | Parti            | Voix         | %            | Voix        | %           |  |
| -------------- | ------------------------------ | ---------------- | ------------ | ------------ | ----------- | ----------- |  |
|                | Henri Emmanuelli sortant réélu | PS               | 26 659       | 47,39        | 31 462      | 60,47       |  |
|                | Robert Lucas                   | UMP              | 13 321       | 23,68        | 20 566      | 39,53       |  |
|                | Diane de Roualle               | CPNT             | 3 521        | 6,26         |             |             |  |
|                | Paul Lemoine                   | UDF              | 3 229        | 5,74         |             |             |  |
|                | Yves Lahoun                    | PCF              | 3 123        | 5,55         |             |             |  |
|                | Hélène Rochefort               | FN               | 2 864        | 5,09         |             |             |  |
|                | Jacques Papon                  | Les Verts        | 1 215        | 2,16         |             |             |  |
|                | Brigitte Cozet                 | LCR              | 621          | 1,1          |             |             |  |
|                | Michelle Robbe                 | MPF              | 618          | 1,1          |             |             |  |
|                | Yves Vaunaize                  | LO               | 421          | 0,75         |             |             |  |
|                | Roselyne Vautrelle             | Pôle républicain | 349          | 0,62         |             |             |  |
|                | Claudine Barat                 | MNR              | 319          | 0,57         |             |             |  |
|                |                                |                  |              |              |             |             |  |
| Inscrits       | Inscrits                       | Inscrits         | 79 315       | 100,00       | 79 301      | 100,00      |  |
| Abstentions    | Abstentions                    | Abstentions      | 21 493       | 27,1         | 25 046      | 31,58       |  |
| Votants        | Votants                        | Votants          | 57 822       | 72,9         | 54 255      | 68,42       |  |
| Blancs et nuls | Blancs et nuls                 | Blancs et nuls   | 1 562        | 2,7          | 2 227       | 4,1         |  |
| Exprimés       | Exprimés                       | Exprimés         | 56 260       | 97,3         | 52 028      | 95,9        |  |

Le suppléant d'Henri Emmanuelli était Joël Goyheneix, ancien député, conseiller général du canton de Tartas-Est, maire de Rion-des-Landes, principal de collège.

### Élections de 2007
| Candidat       | Candidat                       | Parti          | Premier tour | Premier tour | Second tour | Second tour |  |
| Candidat       | Candidat                       | Parti          | Voix         | %            | Voix        | %           |  |
| -------------- | ------------------------------ | -------------- | ------------ | ------------ | ----------- | ----------- |  |
|                | Henri Emmanuelli sortant réélu | PS             | 27 747       | 47,92        | 33 522      | 58,79       |  |
|                | Arnaud Tauzin                  | UMP            | 19 976       | 34,5         | 23 501      | 41,21       |  |
|                | Alexis Deslogis                | UDF–MoDem      | 3 072        | 5,31         |             |             |  |
|                | Joëlle Vignasse                | PCF            | 1 790        | 3,09         |             |             |  |
|                | Serge Lasserre                 | CPNT           | 1 199        | 2,07         |             |             |  |
|                | Hélène Rochefort               | FN             | 1 030        | 1,78         |             |             |  |
|                | Jacques Papon                  | Les Verts      | 862          | 1,49         |             |             |  |
|                | Daniel Minvielle               | LCR            | 784          | 1,35         |             |             |  |
|                | Josiane Brachet                | MPF            | 460          | 0,79         |             |             |  |
|                | Michel Darzacq                 | Divers         | 313          | 0,54         |             |             |  |
|                | Yann Brongniart                | Divers         | 274          | 0,47         |             |             |  |
|                | Marc Isidori                   | LO             | 248          | 0,43         |             |             |  |
|                | Brigitte Pourdieu              | NC             | 144          | 0,25         |             |             |  |
|                |                                |                |              |              |             |             |  |
| Inscrits       | Inscrits                       | Inscrits       | 83 242       | 100,00       | 83 227      | 100,00      |  |
| Abstentions    | Abstentions                    | Abstentions    | 24 251       | 29,13        | 24 725      | 29,71       |  |
| Votants        | Votants                        | Votants        | 58 991       | 70,87        | 58 502      | 70,29       |  |
| Blancs et nuls | Blancs et nuls                 | Blancs et nuls | 1 092        | 1,85         | 1 479       | 2,53        |  |
| Exprimés       | Exprimés                       | Exprimés       | 57 899       | 98,15        | 57 023      | 97,47       |  |

### Élections de 2012
|                | Henri Emmanuelli sortant réélu | PS             | 33 603 | 56,07  |  |  |  |
|                | Marie-Filomène Labaste         | UMP            | 12 803 | 21,36  |  |  |  |
|                | Julien Antunes                 | RBM (FN)       | 5 538  | 9,24   |  |  |  |
|                | Isabelle Figuères              | FG (PCF)       | 4 044  | 6,75   |  |  |  |
|                | Henry-Louis Picquet            | CpF (MoDem)    | 1 839  | 3,07   |  |  |  |
|                | Bernadette Campagne-Ibarcq     | EÉLV           | 1 328  | 2,22   |  |  |  |
|                | Edith Dreistadt                | AÉI            | 331    | 0,55   |  |  |  |
|                | Marc Isidori                   | LO             | 254    | 0,42   |  |  |  |
|                | Corinne Morant                 | ÉI             | 195    | 0,33   |  |  |  |
|                |                                |                |        |        |  |  |  |
| Inscrits       | Inscrits                       | Inscrits       | 94 594 | 100,00 |  |  |  |
| Abstentions    | Abstentions                    | Abstentions    | 33 294 | 35,2   |  |  |  |
| Votants        | Votants                        | Votants        | 61 300 | 64,8   |  |  |  |
| Blancs et nuls | Blancs et nuls                 | Blancs et nuls | 1 365  | 2,23   |  |  |  |
| Exprimés       | Exprimés                       | Exprimés       | 59 935 | 97,77  |  |  |  |

Henri Emmanuelli décède le 21 mars 2017. Il est remplacé du 22 au 29 mars 2017 par sa suppléante Monique Lubin.

### Élections de 2017
|                                                                          |                                                                             |                           |                           |                          |                          |
|                                                                          |                                                                             | Premier tour 11 juin 2017 | Premier tour 11 juin 2017 | Second tour 18 juin 2017 | Second tour 18 juin 2017 |
|                                                                          |                                                                             |                           |                           |                          |                          |
|                                                                          |                                                                             | Nombre                    | % des inscrits            | Nombre                   | % des inscrits           |
| Inscrits                                                                 | Inscrits                                                                    | 96 524                    | 100,00                    | 96 501                   | 100,00                   |
| Abstentions                                                              | Abstentions                                                                 | 40 788                    | 42,26                     | 45 135                   | 46,77                    |
| Votants                                                                  | Votants                                                                     | 55 736                    | 57,74                     | 51 366                   | 53,23                    |
|                                                                          |                                                                             |                           | % des votants             |                          | % des votants            |
| Bulletins blancs                                                         | Bulletins blancs                                                            | 1 300                     | 2,33                      | 3 303                    | 6,43                     |
| Bulletins nuls                                                           | Bulletins nuls                                                              | 611                       | 1,10                      | 1 834                    | 3,57                     |
| Suffrages exprimés                                                       | Suffrages exprimés                                                          | 53 825                    | 96,57                     | 46 229                   | 90,00                    |
|                                                                          |                                                                             |                           |                           |                          |                          |
| Candidat Étiquette politique (partis et alliances)                       | Candidat Étiquette politique (partis et alliances)                          | Voix                      | % des exprimés            | Voix                     | % des exprimés           |
|                                                                          |                                                                             |                           |                           |                          |                          |
|                                                                          | Jean-Pierre Steiner La République en marche                                 | 18 383                    | 34,15                     | 22 769                   | 49,25                    |
|                                                                          | Boris Vallaud Parti socialiste                                              | 13 636                    | 25,33                     | 23 460                   | 50,75                    |
|                                                                          | Philippe Dubourg La France insoumise                                        | 6 225                     | 11,57                     |                          |                          |
|                                                                          | Océane Ravix Front national                                                 | 5 518                     | 10,25                     |                          |                          |
|                                                                          | Marie-Claire Duprat Union des démocrates et indépendants (Les Républicains) | 3 662                     | 6,80                      |                          |                          |
|                                                                          | Michèle Berthou Parti communiste français                                   | 1 718                     | 3,19                      |                          |                          |
|                                                                          | Richard Bidegaray Europe Écologie Les Verts                                 | 1 119                     | 2,08                      |                          |                          |
|                                                                          | Nicole de Letter Debout la France                                           | 915                       | 1,70                      |                          |                          |
|                                                                          | Christelle Lassort Résistons                                                | 693                       | 1,29                      |                          |                          |
|                                                                          | Yann Brongniart Chasse, pêche, nature et traditions                         | 653                       | 1,21                      |                          |                          |
|                                                                          | Marie Radosz Union populaire républicaine                                   | 629                       | 1,17                      |                          |                          |
|                                                                          | Laëtitia Hirsch Rassemblement éco-citoyen                                   | 378                       | 0,70                      |                          |                          |
|                                                                          | Nicolas Vion Lutte ouvrière                                                 | 296                       | 0,55                      |                          |                          |
| Source : Ministère de l'Intérieur - Troisième circonscription des Landes |                                                                             |                           |                           |                          |                          |

### Élections de 2022
|                                                    |                                                                    |                           |                           |                          |                          |
|                                                    |                                                                    | Premier tour 12 juin 2022 | Premier tour 12 juin 2022 | Second tour 19 juin 2022 | Second tour 19 juin 2022 |
|                                                    |                                                                    |                           |                           |                          |                          |
|                                                    |                                                                    | Nombre                    | % des inscrits            | Nombre                   | % des inscrits           |
| Inscrits                                           | Inscrits                                                           | 99 462                    | 100                       | 99 481                   | 100                      |
| Abstentions                                        | Abstentions                                                        | 42 930                    | 43,16                     | 46 513                   | 46,76                    |
| Votants                                            | Votants                                                            | 56 532                    | 56,84                     | 52 968                   | 53,24                    |
|                                                    |                                                                    |                           | % des votants             |                          | % des votants            |
| Bulletins blancs                                   | Bulletins blancs                                                   | 1 122                     | 1,13                      | 2 961                    | 2,98                     |
| Bulletins nuls                                     | Bulletins nuls                                                     | 485                       | 0,49                      | 1 620                    | 1,63                     |
| Suffrages exprimés                                 | Suffrages exprimés                                                 | 54 925                    | 55,22                     | 48 387                   | 48,64                    |
|                                                    |                                                                    |                           |                           |                          |                          |
| Candidat Étiquette politique (partis et alliances) | Candidat Étiquette politique (partis et alliances)                 | Voix                      | % des exprimés            | Voix                     | % des exprimés           |
|                                                    |                                                                    |                           |                           |                          |                          |
|                                                    | Boris Vallaud* Nouvelle Union populaire écologique et sociale (PS) | 22 057                    | 40,16                     | 28 987                   | 59,93                    |
|                                                    | Jean-François Broquères Ensemble (LREM)                            | 13 656                    | 24,86                     | 19 389                   | 40,07                    |
|                                                    | Sylvie Franceschini Rassemblement national                         | 10 317                    | 18,78                     |                          |                          |
|                                                    | Marion Berginiat Les Républicains                                  | 2 849                     | 5,19                      |                          |                          |
|                                                    | Christelle Lassort Résistons                                       | 2 675                     | 4,87                      |                          |                          |
|                                                    | Isabelle du Breuil Hélion de La Guéronnière Reconquête             | 1 780                     | 3,24                      |                          |                          |
|                                                    | Matèu Richard Parti occitan                                        | 649                       | 1,18                      |                          |                          |
|                                                    | Carole Voutaz Lutte ouvrière                                       | 504                       | 0,92                      |                          |                          |
|                                                    | Daniel Huriez Parti ouvrier indépendant démocratique               | 438                       | 0,80                      |                          |                          |
| * Député sortant                                   |                                                                    |                           |                           |                          |                          |

### Élections de 2024
|                                                    |                                                    |                           |                           |                            |                            |
|                                                    |                                                    | Premier tour 30 juin 2024 | Premier tour 30 juin 2024 | Second tour 7 juillet 2024 | Second tour 7 juillet 2024 |
|                                                    |                                                    |                           |                           |                            |                            |
|                                                    |                                                    | Nombre                    | % des inscrits            | Nombre                     | % des inscrits             |
| Inscrits                                           | Inscrits                                           | 100 020                   | 100                       | 100 035                    | 100                        |
| Abstentions                                        | Abstentions                                        | 26 854                    | 26,85                     | 26 382                     | 26,37                      |
| Votants                                            | Votants                                            | 73 166                    | 73,15                     | 73 653                     | 73,63                      |
|                                                    |                                                    |                           | % des votants             |                            | % des votants              |
| Bulletins blancs                                   | Bulletins blancs                                   | 1 583                     | 1,58                      | 4 030                      | 5,47                       |
| Bulletins nuls                                     | Bulletins nuls                                     | 877                       | 0,88                      | 1 595                      | 2,17                       |
| Suffrages exprimés                                 | Suffrages exprimés                                 | 70 706                    | 70,69                     | 68 028                     | 92,36                      |
|                                                    |                                                    |                           |                           |                            |                            |
| Candidat Étiquette politique (partis et alliances) | Candidat Étiquette politique (partis et alliances) | Voix                      | % des exprimés            | Voix                       | % des exprimés             |
|                                                    |                                                    |                           |                           |                            |                            |
|                                                    | Boris Vallaud* Nouveau Front populaire (PS)        | 26 235                    | 37,10                     | 38 537                     | 56,65                      |
|                                                    | Sylvie Franceschini Rassemblement national         | 25 165                    | 35,59                     | 29 491                     | 43,35                      |
|                                                    | Tom Gillet Duffrechou Ensemble (MoDem)             | 11 310                    | 16,00                     |                            |                            |
|                                                    | Brice Saint-Cricq Les Républicains                 | 5 078                     | 7,18                      |                            |                            |
|                                                    | Christelle Lassort Résistons                       | 1 141                     | 1,61                      |                            |                            |
|                                                    | Christian Delfosse Reconquête                      | 813                       | 1,15                      |                            |                            |
|                                                    | Carole Voutaz Lutte ouvrière                       | 513                       | 0,73                      |                            |                            |
|                                                    | Matèu Richard Parti occitan                        | 451                       | 0,64                      |                            |                            |
| * Député sortant                                   |                                                    |                           |                           |                            |                            |

#### Département des Landes
- La fiche de l'INSEE de cette circonscription : « Tableaux et Analyses de la troisième circonscription des Landes », sur insee.fr, site de l'Institut national de la statistique et des études économiques (consulté le 10 juin 2007) [PDF]

- « Tous les députés du département des Landes depuis 1789 » [archive du 28 septembre 2007], sur assemblee-nationale.fr, site de l'Assemblée nationale française (consulté le 10 juin 2007)

- « Informations contentieuses sur le département des Landes (Élections législatives de 2002) »(Archive.org • Wikiwix • Archive.is • Google • Que faire ?), sur conseil-constitutionnel.fr, site du Conseil constitutionnel (consulté le 13 juin 2007)

#### Circonscriptions en France
- « Carte des circonscriptions législatives en France », sur assemblee-nationale.fr, site de l'Assemblée nationale française (consulté le 10 juin 2007)

- « Résultats électoraux officiels en France »(Archive.org • Wikiwix • Archive.is • Google • Que faire ?), sur interieur.gouv.fr, site du ministère de l'Intérieur (France) (consulté le 13 juin 2007)

- Description et Atlas des circonscriptions électorales de France sur http://www.atlaspol.com, Atlaspol, site de cartographie géopolitique, consulté le 13 juin 2007.